# Alaskozetes antarcticus
Alaskozetes antarcticus (лат.) — вид антарктических непаразитических клещей (Ameronothridae). Антарктида (Антарктический полуостров, до 68° ю. ш.) и субантарктические острова (Остров Росса, Южные Шетландские острова, Южные Оркнейские острова). Способен выживать при низких температурах (ниже нуля; в качестве антифриза отмечен глицерол) и при почти полном отсутствии влаги.
Развитие длится 5—7 лет. Длина почти полностью коричневого тела около 1 мм (старые особи тёмно-бурые), ширина 0,75 мм, вес — 200—300 микрограмм. Хетотаксия пальп: 0-2-1-3-9. Формула расположения щетинок на ногах: I-я пара ног (1-4-3-4-18-3); II (1-4-3-4-15-3); III (2-3-1-3-15-3); IV (1-2-2-3-12-3).
Ранее вид включался в состав родов Halozetes, Notaspis и семейства Podacaridae (=Ameronothridae Willmann, 1931).
Доминантный член многих наземных антарктических прибрежных сообществ, питается водорослями и детритом.
Единственным обнаруженным врагом служит хищный клещ Gamasellus racovitzai (Ologamasidae, Mesostigmata), питающийся яйцами и младшими стадиями развития Alaskozetes antarcticus.
В 1982 году был изображён на марках Фолклендских островов.